# まぼろし新撰組
『まぼろし新撰組』（まぼろししんせんぐみ）は、栗本薫のSF小説。

## 概要
あかぎはるな作のミュージカルのノヴェライズである。本作の発表までに、1990年から1992年にかけて3回のミュージカル公演が行われており、本作はその3回目の公演に使用された脚本をもとにノヴェライズしたものだという。
『野性時代』1992年4月号に一挙掲載されたのち、同年3月1日に角川スニーカー文庫から刊行された（ISBN 4-04-412404-3）。その後、レーベルが角川ルビー文庫に変更となった。表紙は 中田雅喜が担当している。

## あらすじ
グレた日々を送っていた17歳の女子高校生、須藤ユキと芦川佳奈。ある日突然、その二人の前に異様な服装に日本刀を手にした5人の男が現れた。それは新撰組の近藤勇、土方歳三、沖田総司 、藤堂平助 、永倉新八であった。彼らは芹沢鴨を暗殺した文久3年9月18日から、なぜか平成の世にタイムスリップしてしまったのだ。
なりゆき上、彼らの面倒を見ることになったユキと佳奈の案内のもと、新撰組の5人は現代での生活を始める。そしていつしか、ユキと沖田との間に恋心が芽生えてゆく。

## 主要な登場人物
須藤ユキ
17歳の女子高校生。グレた金髪の少女。
芦川佳奈
ユキの幼なじみの同級生。ロングヘアにぱっちり目の美少女。
沖田総司
新撰組隊士。茶色がかった髪に長い睫の美少年。
近藤勇
新撰組局長。長嶋茂雄似。
土方歳三
新撰組副長。片岡孝夫似の長身の青年。
永倉新八
新撰組隊士。少年隊のなり損ね風のぽっちゃりした青年。
藤堂平助
新撰組隊士。たらこ唇のスポーツマン風青年。

## ミュージカル
本作刊行前に3回上演され、その後も数回にわたり上演されている。
新撰組'90
1990年9月27日 - 10月2日、シアターVアカサカにて上演。
まぼろし新撰組　新撰組'91
1991年3月19日 - 24日、カンダパンセホールにて上演。
まぼろし新撰組　新撰組'92
1992年3月31日 - 4月5日、シアターVアカサカにて上演。
まぼろし新撰組　新撰組'94
1994年6月3日 - 6月5日、日本教育会館（一ツ橋ホール）にて上演。
まぼろし新撰組
1996年1月27日 - 28日、雷5656会館にて上演。
まぼろし新撰組2005
2005年5月4日 - 8日、シアターVアカサカにて上演。